# Paul del Abbaco
Paul del Abbaco (en italien, Paolo dell'Abbaco) (né v. 1281,, possiblement à Prato, en Toscane - mort selon les sources en 1367 ou plus tard, vers 1373 ou 1374,) est un géomètre, astronome et poète florentin du XIVe siècle.

## Biographie
Paul del Abbaco, de son vrai nom Paolo Dagomari, naît à Prato vers 1281 d'un noble italien du nom de Piero Dagomari.
Paul fut le précepteur de Jacopo Alighieri, fils du célèbre écrivain florentin Dante Alighieri, et fut également un ami proche de l'écrivain Boccace qui le cite et fait de lui l'éloge dans De Genealogia Deorum.
Del Abbaco meurt à Florence, probablement en 1373 ou 1374 (certaines sources indiquent 1367), et est enterré dans la Basilique Santa Trinita.

## Œuvres
Paul del Abbaco rédigea vers 1339 un traité de géométrie intitulé Trattato di tutta l'arte dell'abacho (Traité complet de l'art de l'abaque), dont le manuscrit est conservé à la Bibliothèque nationale centrale de Florence. Une édition complète des passages concernant l'astronomie fut publiée en 1662 à Florence, sous le titre : Pratricha d'astorlogia dal Codici. Cet ouvrage a été réédité de nos jours par l'Université de Sienne (Università degli studi di Siena) avec une introduction par Brunetto Piochi (Sienne, 1985), dans les Cahiers du Centre d'études sur les mathématiques médiévales n° 14 (Quaderni del Centro studi della matematica medioevale).
On connaît également de lui quelques poésies, très en dessous de celles de Dante, de Pétrarque, ses contemporains[réf. nécessaire].

## Sources
- « Paul del Abbaco », Charles Weiss, Biographie universelle, ou Dictionnaire historique contenant la nécrologie des hommes célèbres de tous les pays, 1841 [détail des éditions].